# 卡尔·海因里希·考夫霍尔德
卡尔·海因里希·考夫霍尔德（德語：Karl Heinrich Kaufhold，1932年8月29日—2020年7月16日），德国历史学家，哥廷根大学教授。主要研究18世纪德国北部社会经济史。

## 生平
1960年至1964年，在汉诺威理工大学学习。1964年至1965年，在哥廷根大学学习。1966年至1973年，担任哥廷根大学经济和社会史研究所助理研究员。1968年获博士学位。1973年获特许任教资格。1974年至1999年，长期担任哥廷根大学经济与社会史研究所所长。1999年退休。2020年7月16日逝世。

## 作品
- 《18世纪希尔德斯海姆的手工艺品: 经济史研究》（1968年）
- 《马克伯国18世纪至19世纪初的金属工业》（1976年）
- 《19世纪普鲁士贸易》（1978年）